# Hélène de Ludinghausen
Hélène de Ludinghausen, ook wel aangeduid als Helene von Ludinghausen-Wolff of Helene Smith-Ryland (Parijs, 20 augustus 1942), is het laatst overlevende lid van de familie Stroganov, een van de rijkste en machtigste adellijke families ten tijde van het Russische Keizerrijk.
Ze is de dochter van prinses Xenia Shcherbatoff-Stroganov en André Baron de Ludinghausen. Van 1985 tot 2006 was ze getrouwd met Robin Smith-Ryland, hun huwelijk bleef kinderloos.
De barones is de medeoprichter van de in New York gevestigde Stroganoff Foundation.